# Along
Along (en hindi: अलोंग ) es una localidad de la India, centro administrativo del distrito de Siang occidental, estado de Arunachal Pradesh.

## Geografía
Se encuentra a una altitud de 263 m s. n. m. a  km de la capital estatal, Itanagar, en la zona horaria UTC +5:30.

## Demografía
Según estimación 2010 contaba con una población de 20 854 habitantes.